# Надымский район
Нады́мский райо́н — административно-территориальная единица (район) и муниципальное образование (муниципальный округ, с 2005 до 2020 гг. — муниципальный район) в составе Ямало-Ненецкого автономного округа Российской Федерации.
Административный центр — город Надым. Район образован в 1930 году, до 1972 года его центром было село Ныда.

## География
Расположен в центральной части ЯНАО, к югу от Обской губы. Граничит на востоке с Пуровским, на северо-востоке — с Тазовским, на западе — с Приуральским, на северо-западе и севере (через Обскую губу) — с Ямальским районом ЯНАО.
На юге проходит граница с Ханты-Мансийским автономным округом — Югрой, в частности, с Белоярским и Сургутским районами ХМАО.
Северо-восток района охватывает западную и северо-западную части Тазовского полуострова, с выходом на его севере и юго-востоке на участки побережья Тазовской губы.
Основные водные артерии, помимо Обской губы: река Надым с её притоками Левая Хетта и Хейгияха (слева), а также Правая Хетта.

## История
Надымский район был образован 10 декабря 1930 года с центром в селе Хэ в Ямальском (Ненецком) национальном округе Уральской области.
1 января 1934 года территория округа вошла в состав Обско-Иртышской области, а 7 декабря того же года перешла в состав Омской области.
14 августа 1944 года была образована Тюменская область, территория Надымского района вошла в неё в составе Ямало-Ненецкого национального округа.
24 января 1968 г. Ныдо-Надымский сельсовет переименован в Норинский.
11 февраля 1971 г. образован Надымский сельсовет.
9 марта 1972 года Надым стал городом окружного подчинения, в него перенесён центр района. Надымский сельсовет был упразднён.
26 июля 1973 года Шугинский сельсовет переименован в Кутопьюганский.
18 августа 1975 года в состав района вошёл Новоуренгойский сельсовет, ранее входивший в Пуровский район.
20 июля 1976 года образован Пангодинский сельсовет.
12 октября 1976 года Малоямальский сельсовет переименован в Ныдинский.
24 марта 1978 года образован Лонгъюганский сельсовет.
30 мая 1978 года образован Старонадымский сельсовет.
12 ноября 1979 года посёлки Пангоды и Старый Надым отнесены к категории рабочих посёлков. Пангодинский и Старонадымский сельсоветы упразднены.
16 июля 1980 года упразднён Новоуренгойский сельсовет, Новый Уренгой преобразован в город окружного полчинения..
29 ноября 1984 года образованы Правохеттинский, Приозёрный и Ямбургский сельсоветы.
18 июня 1998 года образован рабочий посёлок Заполярный.
26 декабря 1998 года был утверждён герб Надымского района.
В 2004 году в районе был упразднён как населённый пункт посёлок Старый Надым и присоединён к городу Надыму.

## Население
| 1939    | 1959    | 1970    | 1979    | 1989    | 2002    | 2009    |
| ------- | ------- | ------- | ------- | ------- | ------- | ------- |
| 3565    | ↗3729   | ↗4802   | ↗20 944 | ↗29 772 | ↘23 470 | ↗68 655 |
| 2010    | 2011    | 2012    | 2013    | 2014    | 2015    | 2016    |
| ↘66 530 | ↗66 617 | ↗68 327 | ↘67 274 | ↘65 979 | ↗66 267 | ↘64 178 |
| 2017    | 2018    | 2019    | 2020    | 2021    |         |         |
| ↘64 137 | ↗64 288 | ↗64 543 | ↗64 572 | ↗66 938 |         |         |

### Урбанизация
Городское население (город Надым, пгт Заполярный и Пангоды) составляет  85,73 % от всего населения района с райцентром (муниципального округа).
Этнический состав
Большинство населения Надымского района составляют русские (72 %). Также проживает значительное количество украинцев (9 %), татар (5 %) и ненцев (4 %).
4 % населения составляют ненцы, предки которых жили на юге Западной Сибири между Обью и Енисеем. Язык ненцев относится к самодийской группе уральской языковой семьи.
| Национальность | Численность (чел.) | % от всего | % от указавших |
| -------------- | ------------------ | ---------- | -------------- |
| Русские        | 42586              | 64,01%     | 71,57%         |
| Украинцы       | 5463               | 8,21%      | 9,18%          |
| Татары         | 2952               | 4,44%      | 4,96%          |
| Ненцы          | 2442               | 3,67%      | 4,10%          |
| Азербайджанцы  | 864                | 1,30%      | 1,45%          |
| Башкиры        | 672                | 1,01%      | 1,13%          |
| Белорусы       | 600                | 0,90%      | 1,01%          |
| Чуваши         | 521                | 0,78%      | 0,88%          |
| Коми           | 432                | 0,65%      | 0,73%          |
| Молдаване      | 257                | 0,39%      | 0,43%          |
| Армяне         | 196                | 0,29%      | 0,33%          |
| Казахи         | 186                | 0,28%      | 0,31%          |
| Лезгины        | 179                | 0,27%      | 0,30%          |
| Киргизы        | 177                | 0,27%      | 0,30%          |
| Мордва         | 172                | 0,26%      | 0,29%          |
| Марийцы        | 156                | 0,23%      | 0,26%          |
| Узбеки         | 154                | 0,23%      | 0,26%          |
| Кумыки         | 144                | 0,22%      | 0,24%          |
| Ханты          | 117                | 0,18%      | 0,20%          |
| Другие         | 1232               | 1,85%      | 2,07%          |
| Указали        | 59502              | 89,44%     | 100,00%        |
| Не указали     | 7028               | 10,56%     |                |
| Всего          | 66530              | 100,00%    |                |

## Муниципальное устройство
В рамках организации местного самоуправления в границах района и города окружного значения функционирует муниципальный округ Надымский район.
Ранее в 2005—2020 гг. в существовавший в тот период муниципальный район входили 9 муниципальных образований на нижнем уровне, в том числе 3 городских поселения и 6 сельских поселений, а также 1 межселенная территория без какого-либо статуса поселения:
| №        | Муниципальное образование | Административный центр  | Количество населённых пунктов | Население (чел.) | Площадь (км²) |
| -------- | ------------------------- | ----------------------- | ----------------------------- | ---------------- | ------------- |
| 1e-06    | Городское поселение       |                         |                               |                  |               |
| 1        | город Надым               | город Надым             | 1                             | ↘45 229          | 307,01        |
| 2        | посёлок Заполярный        | пгт Заполярный          | 1                             | ↗1026            | 0,98          |
| 3        | посёлок Пангоды           | пгт Пангоды             | 1                             | ↘11 132          | 55,90         |
| 3.000002 | Сельское поселение        |                         |                               |                  |               |
| 4        | Кутопьюганское            | село Кутопьюган         | 2                             | ↘1227            | 16,68         |
| 5        | посёлок Лонгъюган         | посёлок Лонгъюган       | 1                             | ↗1783            | 16,16         |
| 6        | село Ныда                 | село Ныда               | 1                             | →1870            | 29,04         |
| 7        | посёлок Правохеттинский   | посёлок Правохеттинский | 1                             | ↗1199            | 1,33          |
| 8        | посёлок Приозёрный        | посёлок Приозёрный      | 1                             | ↗1403            | 0,91          |
| 9        | посёлок Ягельный          | посёлок Ягельный        | 1                             | ↗1282            | 37,38         |
| 9.000003 | Межселенная территория    |                         |                               |                  |               |
| 9.000004 | межселенная территория    | посёлок Ямбург          | 1                             | ↗95              |               |

Законом от 23 апреля 2020 года все городские и сельские поселения,  а также межселенная территория вместе с самим муниципальным районом были упразднены и преобразованы путём их объединения в единый муниципальный округ Надымский район.

## Населённые пункты
В район входят 10 населённых пунктов, без Надыма, который относится к городам окружного значения.
В муниципальный округ включаются 11 населённых пунктов, в том числе 3 городских населённых пункта (из них 1 город и 2 посёлка городского типа) и 7 сельских населённых пунктов:
| №  | Населённый пункт | Тип     | Население | Бывшее муниципальное образование |
| -- | ---------------- | ------- | --------- | -------------------------------- |
| 1  | Надым            | город   | ↘45 229   | город Надым                      |
| 2  | Заполярный       | пгт     | ↗1026     | посёлок Заполярный               |
| 3  | Пангоды          | пгт     | ↘11 132   | посёлок Пангоды                  |
| 4  | Кутопьюган       | село    | ↗864      | Кутопьюганское                   |
| 5  | Лонгъюган        | посёлок | ↗1783     | посёлок Лонгъюган                |
| 6  | Нори             | село    | ↗406      | Кутопьюганское                   |
| 7  | Ныда             | село    | →1870     | село Ныда                        |
| 8  | Правохеттинский  | посёлок | ↗1199     | посёлок Правохеттинский          |
| 9  | Приозёрный       | посёлок | ↗1403     | посёлок Приозёрный               |
| 10 | Ягельный         | посёлок | ↗1282     | посёлок Ягельный                 |
| 11 | Ямбург           | посёлок | ↗95       | межселенная территория           |

### Упразднённые населённые пункты
В 2001 году был упразднён посёлок Нумги.
В 2004 году упразднённый как населённый пункт посёлок Старый Надым был присоединён к городу Надыму, став его Правобережным микрорайоном (на противоположном восточном берегу реки Надым).
В 2006 году в связи с прекращением существования были упразднены сёла Хоровая и Ярцанги.

## Флора
- Деревья: ель, лиственница, ольха серая, в основном, около стариц, 4 вида рода берёзы: берёза карликовая, берёза кустарниковая, берёза пушистая, берёза повислая; ива Шабурова, на юго-западе района растёт сибирский кедр, на сухих местах встречаются шиповник и рябина.
- Ягодные кустарники: брусника, голубика, черника, морошка, клюква.
- Мхи: ягель, кукушкин лён.

## Фауна
- Насекомые: комар, мошка, овод, водомерка, стрекоза решётчатая, бражник подмаренниковый, оса.
- Рыбы: щокур, пыжьян, щука, налим, окунь, карась.
- Птицы: белая куропатка, глухарь, утка, гуменник, тундровый лебедь, западносибирский филин
- Животные: северный олень, волк, росомаха, ондатра, бурый медведь, лось, заяц.

## Транспорт
По территории района проходят железные дороги Новый Уренгой — Надым (часть недостроенной Трансполярной магистрали, используется только для грузовых перевозок) и Новый Уренгой — Ямбург, которая также используется для грузового сообщения.

## Археология
- Надымское городище.
- Находка в Надыме среднепалеолитического орудия чоппера[34].